# Heeladahalli, Ranibennur
Heeladahalli là một làng thuộc tehsil Ranibennur, huyện Haveri, bang Karnataka, Ấn Độ.